# Saint-David (Maine)
Pour les articles homonymes, voir Saint-David (homonymie).
Saint-David est un village américain située dans le comté d'Aroostook, dans l’État du Maine. En 2005, sa population s’élevait à 804 habitants. Densité: 939,3 hab./km2 (2 433,9 hab./mi2). Superficie totale : 20,6 km2 (8 mi2).
Saint-David est l'une des localités organisatrices du Ve Congrès mondial acadien en 2014.

## Source
- (en) Cet article est partiellement ou en totalité issu de l’article de Wikipédia en anglais intitulé « Saint David, Maine » (voir la liste des auteurs).